# Островы (Гомельский район)

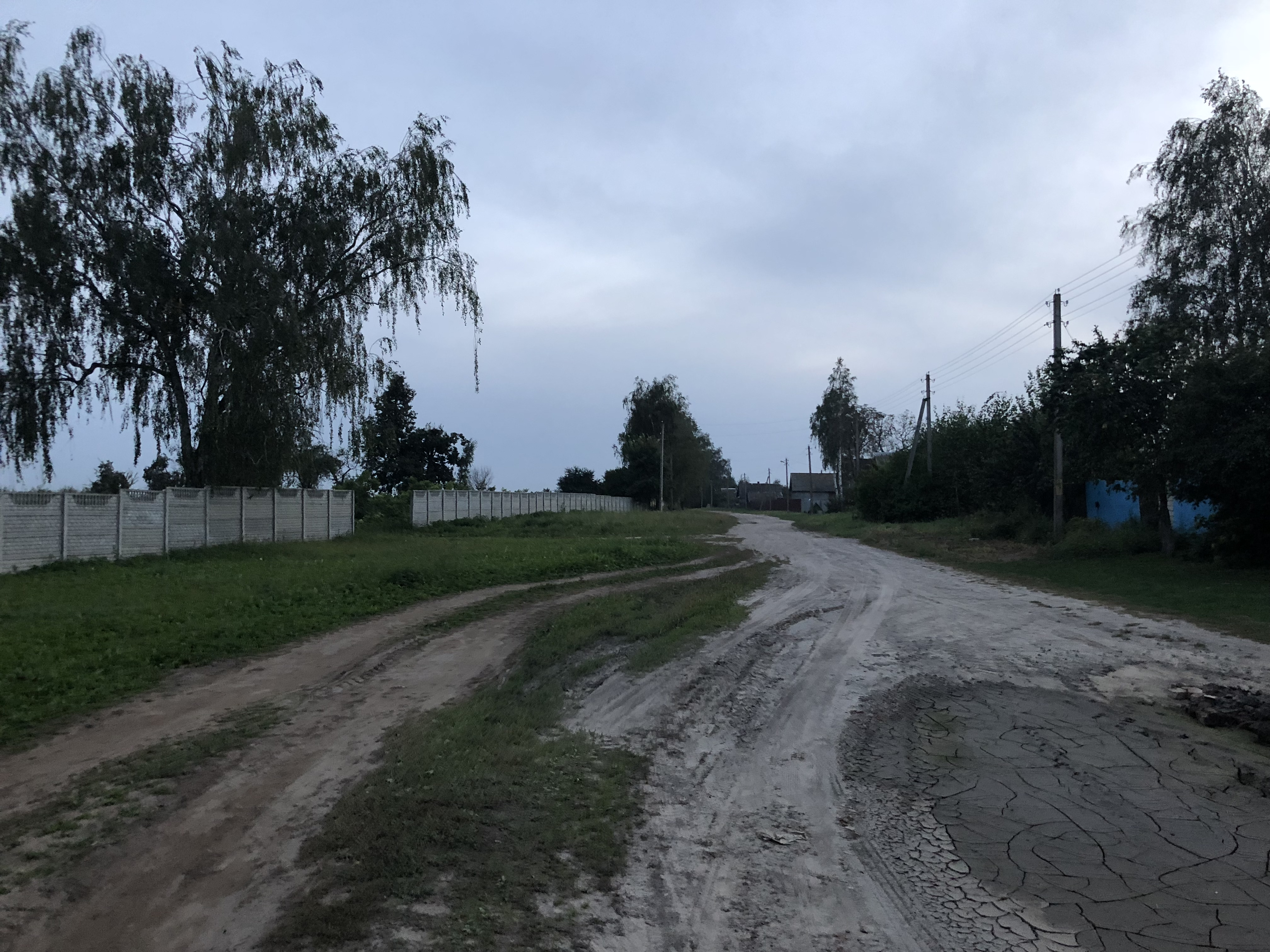
Центр посёлка, сентябрь 2018 года

Островы (бел. Астравы́) — деревня в Урицком сельсовете Гомельского района Гомельской области Республики Беларусь.
Рядом есть небольшое месторождение железной руды полесского типа.

## География

### Расположение
В 11 км на северо-запад от Гомеля.

## Транспортная сеть
Транспортные связи по просёлочной дороге, потом по шоссе Довск — Гомель. Планировка состоит из короткой прямолинейной улицы, ориентированной с юго-запада на северо-восток и застроенной деревянными домами усадебного типа.

## История
По письменным источникам известна с XIX века как деревня в Телешовской волости Гомельского уезда Могилёвской губернии В 1897 года располагался хлебозапасный магазин.
В 1926 году в Старобелицком сельсовете Уваровичского района Гомельского округа. В 1930 году жители вступили в колхоз. Во время Великой Отечественной войны 8 жителей погибли на фронте. В 1959 году в составе колхоза имени М.С. Урицкого (центр — деревня Урицкое).
До 31 октября 2006 года в составе Старобелицкого сельсовета.

## Население

### Численность
- 2004 год — 2 хозяйства, 3 жителя

### Динамика
- 1897 год — 17 дворов, 136 жителей (согласно переписи)
- 1926 год — 27 дворов, 149 жителей
- 1959 год — 99 жителей (согласно переписи)
- 2004 год — 2 хозяйства, 3 жителя